# Stol
 For alternative betydninger, se Stol (flertydig). (Se også artikler, som begynder med Stol)
En stol er et møbel med en ophøjet overflade, der almindeligvis anvendes til sæde for en enkelt person. Stole understøttes oftest med fire ben og har en rygstøtte; dog kan en stol have tre ben eller have en anden form.
De fremstilles i mange forskellige materialer, lige fra træ til metal til syntetisk materiale (f.eks. plast), og de kan være polstret, enten lige på sædet (som med nogle spisestuestole) eller på hele stolen. Stole bruges i en række værelser i boliger (fx i stuer, spisestuer og huler), i skoler og kontorer (med skriveborde) og i forskellige andre arbejdspladser.
En stol med polstring og armlæn er en lænestol. En lænestol med mulighed for tilbagelæning og en fold-ud fodstøtte, er en hvilestol. En permanent fastgjort stol i et tog, teater, fly og bil - er et sæde. En stol med hjul er en  kørestol. En stol med hang fra oven er en gyngestol.
En taburet er en stol uden rygstøtte (ryglæn) med samme benlængde. En skammel er enklere end en taburet og med kortere ben. En hævet skammel kaldes en barstol.

## Historie
Stole ses i bronzealderen.
Klapstolen fra Guldhøj er en velbevaret klapstol af asketræ og odderskind fra anden halvdel af 1400-årene f.Kr.

## Stoletyper
- Lænestol
- Kontorstol
- Havestol
- Køkkenstol
- Barnestol
- Gyngestol
- Sækkestol